# Cardamine impatiens
Cardamine impatiens , es una especie fanerógama perteneciente a la familia Brassicaceae. 

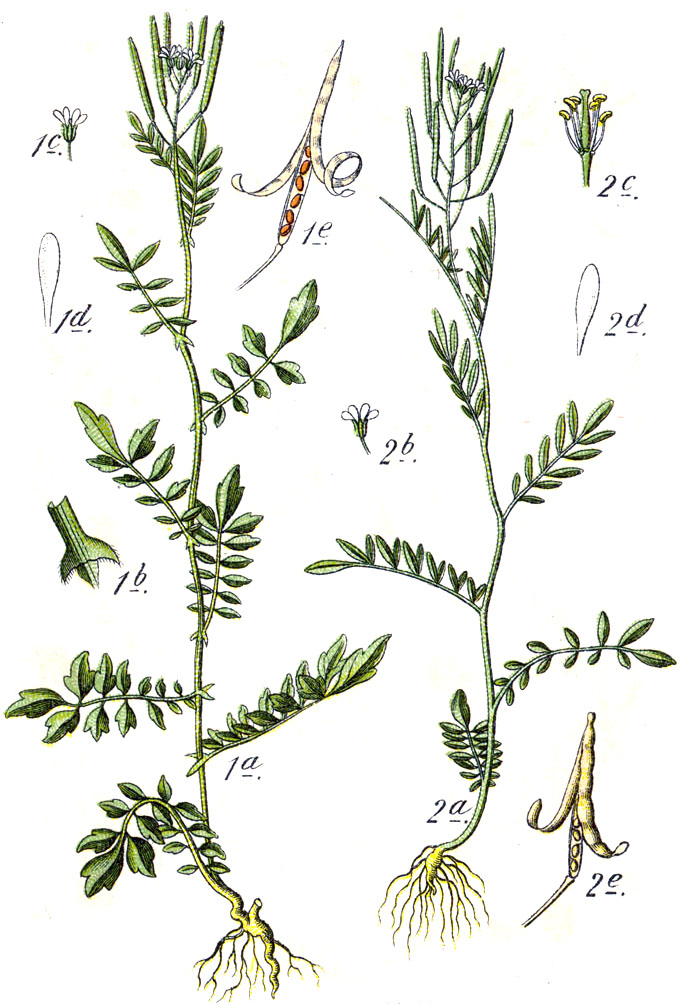
Ilustración Dibujo de la derecha

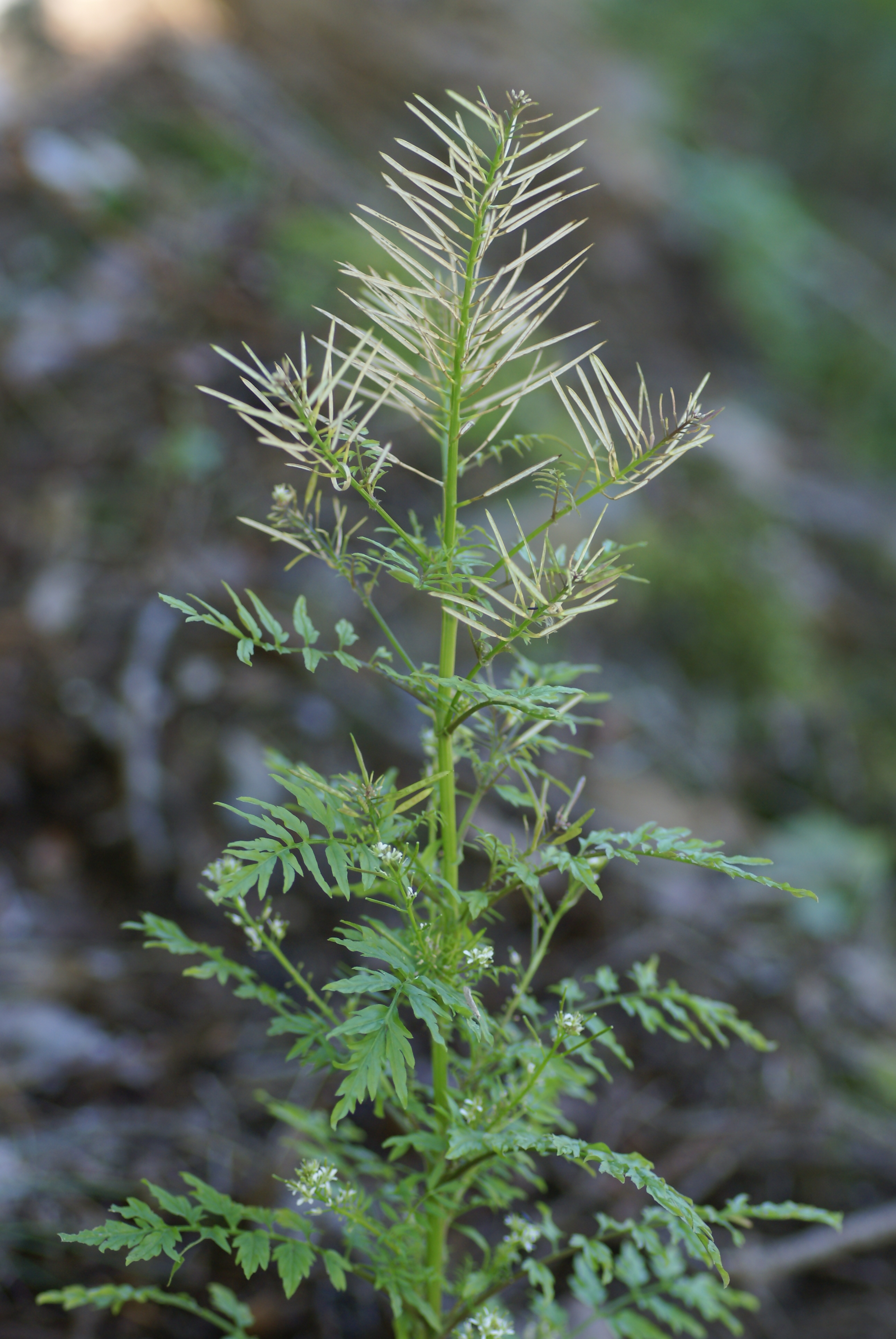
Vista de la planta

## Distribución
Se distribuye por Europa desde Gran Bretaña y Suecia hasta España y hacia el este por Asia hasta Japón. Crece en suelos húmedos en sombra o semi-sombra.

## Descripción
Es una delgada planta herbácea caduca o bienal que alcanza los 60 cm de altura. Sus hojas son pinnadas con varios pares lanceoladas. Tiene flores hermafroditas que son polinizadas por abejas, moscas, polilla y mariposas.   Las semillas están dispuestas en una fila a cada lado de la membrana de la vaina y se estrecha expulsando en forma dispersa, debido a la tensión que forma la vaina de la semilla (Silicua) seca.

## Propiedades
Tiene fines medicinales y se usa contra el reumatismo, también es diurético y estimulante.

## Taxonomía
Cardamine impatiens fue descrita por Carlos Linneo y publicado en Species Plantarum 2: 655. 1753.
Etimología
Cardamine: nombre genérico que deriva del griego kardamon  = "cardamomo" - una planta independiente en la familia del jengibre, usado como condimento picante en la cocina. 
impatiens: epíteto latino 
Sinonimia
- Cardamine apetala Gilib.
- Cardamine apetala Moench
- Cardamine basisagittata W.T.Wang
- Cardamine brachycarpa Opiz
- Cardamine dasycarpa M.Bieb.
- Cardamine glaphyropoda O.E.Schulz
- Cardamine glaphyropoda var. crenata T.Y.Cheo & R.C.Fang
- Cardamine nakaiana H.Lév.
- Cardamine saxatilis Salisb.
- Cardamine senanensis Franch. & Sav.
- Crucifera impatiens E.H.L.Krause
- Ghinia impatiens Bubani[2]